# Meedo cohuna
Espèce
Meedo cohuna est une espèce d'araignées aranéomorphes de la famille des Trachycosmidae.

## Distribution
Cette espèce est endémique d'Australie. Elle se rencontre au Victoria, en Nouvelle-Galles du Sud, en Australie-Méridionale, au Queensland et dans le Territoire du Nord.

## Description
Le mâle holotype mesure 4,2 mm et la femelle paratype 7,3 mm.

## Systématique et taxinomie
Cette espèce a été décrite par Platnick en 2002.

## Étymologie
Son nom d'espèce lui a été donné en référence au lieu de sa découverte, Cohuna.

## Publication originale
- Platnick, 2002 : « A revision of the Australasian ground spiders of the families Ammoxenidae, Cithaeronidae, Gallieniellidae, and Trochanteriidae (Araneae: Gnaphosoidea). » Bulletin of the American Museum of Natural History, no 271, p. 1-243 (texte intégral).